# Tazio Nuvolari

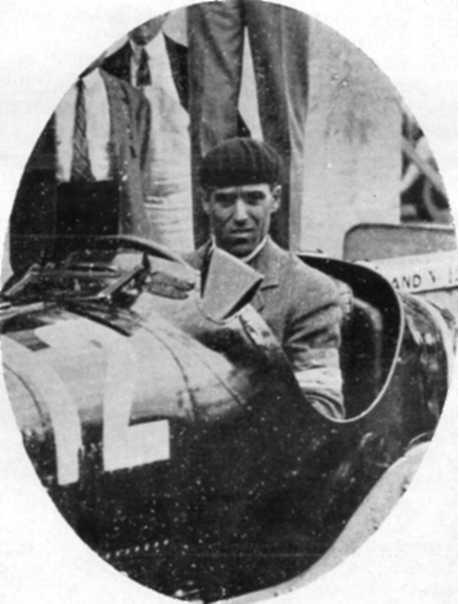
Tazio Giorgio Nuvolari

Tazio Giorgio Nuvolari (1892. november 16. – 1953. augusztus 11.) olasz motor- és autóversenyző, beceneve A Repülő Mantovai (Il Mantovano Volante). 1932-ben Grand Prix-versenyzésben ő volt az Európa-bajnok.
Tazio Nuvolari 1920-ban kezdte a motorversenyzést, 27 évesen. 1925-ben megnyerte a 350 köbcentiméteres Európa-bajnokságot. Innentől 1930 végig párhuzamosan vett részt autós és motoros versenyeken. 1931-ben eldöntötte, hogy kizárólag az autóversenyzéssel fog foglalkozni, és elszegődött az Alfa Corse csapathoz, amely az Alfa Romeo gyári támogatású csapata volt. 1932-ben két győzelemmel és egy második hellyel zárta a háromfutamos Európai Grand Prix Bajnokságot, így fölényesen megnyerte azt. Négy másik Nagydíjon is nyert, például egy Targa Florión és Monacóban.
Miután az Alfa Romeo hivatalosan távozott a Nagydíj-versenyekről, Nuvolari a Scuderia Ferrari csapathoz ment, akik fél-gyári csapatként versenyeztek tovább az Alfákkal. 1933-ban Nuvolari a Maseratit választotta, mert elégedetlen volt az Alfák teljesítményével. 1934 végén a Maserati is távozott a Grand Prix versenyzésből, így Nuvolari visszatért Ferrarihoz, akik nem akarták visszafogadni, de Mussolini személyes nyomására kénytelenek voltak végül.
Kapcsolata a Ferrari csapattal 1937-ben barátságtalanra fordult, és Nuvolari egy Auto Unionnal is rajthoz állt a svájci nagydíjon, egy évvel azelőtt, hogy náluk kezdett volna versenyezni (1938-as szezon). Nuvolari az Auto Unionnál maradt, egészen addig, amíg a Grand Prix versenyzésnek véget nem vetett a második világháború. Mikor a háború után visszatért a versenyzéshez, már 54 éves volt, és betegségek gyötörték. Utolsó versenyén 1950-ben első lett a saját kategóriájában, és ötödik összetettben. 1953-ban halt meg, szívroham következtében.

## Korai évei
Nuvolari Castel d’Arióban született Mantova mellett 1892. november 16-án Arturo Nuvolari és felesége, Elisa Zorzi gyermekeként. A család kapcsolatban állt már a motorsporttal, Arturo és testvére, Giuseppe is motorversenyzők voltak. Giuseppe többszörös olasz bajnok volt, és a fiatal Tazio példaképként tekintett rá.
Nuvolari Carolina Perina-t vette feleségül, és két gyermekük született: Giorgio és Alberto. Giorgio (született 1918. szeptember 4-én) 1937-ben 19 évesen szívizom gyulladásban halt meg, Alberto 1946-ban vesegyulladásban, 18 évesen.

## Karrier

### Motorversenyzés
Nuvolari 1915-ben szerezte a motorversenyzői licencét, 23 évesen. A motoros pályafutásában komoly törés volt az első világháború kitörése, Nuvolari a háború alatt gépkocsivezető volt az olasz hadseregben. A háború végével visszatért a versenyzéshez, és részt vett többek között a cremonai versenyen 1920-ban. Ez idő alatt Nuvolari már elkezdett az autózással is ismerkedni, 1921-ben megnyert egy megbízhatósági versenyt.
1925-ben Nuvolari a 350 köbcentis kategóriában Európa-bajnok lett, az európai nagydíj megnyerésével. Akkoriban az európai nagydíjat tartották az idény legfontosabb versenyének, és kategóriánként hirdettek bajnokot. Nuvolari a Nemzetek Nagydíját is sorozatosan nyerte, 1925 és 1928 között összesen négyszer. A Lario pályán rendezett versenyen ötször győzött 1925 és 1929 között, minden győzelmét a 350 köbcentiméteres kategóriában aratta, Bianchi motorral.
Szintén 1925-ben Nuvolari-t felkérte az Alfa Romeo a részvételre egy versenyen a GP autójukkal. A versenyen az autó sebességváltója megszorult, a kocsi összetört, Nuvolari pedig komoly hátsérülést szenvedett. A kórházban arra kérte az orvosokat, úgy kössék be a sebeit, hogy motorra tudjon ülni. Sérüléseivel nem is törődve, elindult a hat nappal később tartott monzai Nemzetek Nagydíján, és első helyen végzett.

### Váltás négykerékre

#### 1931–1932: Alfa Corse
1931
1930 vége felé Nuvolari elhatározta, hogy befejezi a motorversenyzést, és csak az autózásra koncentrál 1931-ben. Az új szezonban új szabályok léptek életbe, ezek kimondták, hogy egy Nagydíj versenynek legalább 10 óra hosszúságúnak kell lennie.
Az olasz nagydíj kilencedik rajthelyének megszerzése után Nuvolari egy Alfa Romeo volánja mögött kezdte a versenyt Baconin Borzacchini váltótársaként. Az autó 33 kör után feladta, mechanikai problémával. Nuvolari ezután Giuseppe Camparival állt össze, és a páros megnyerte a versenyt, noha Nuvolari ezért nem kapott bajnoki pontot. Egy belgiumi második hely után az utolsó Európa-bajnoki futam, a francia nagydíj egy kiábrándító tizenegyedik helyet hozott. Az európai bajnokság mellett Nuvolari győzelmeket aratott a Targa Florio és Coppa Ciano versenyeken.
1932
1932-ben ismét változtak a szabályok, a verseny immár öt és tíz óra közötti időtartamban zajlott. Ez volt az egyetlen év, amelyikben Nuvolari vezette a leggyorsabb autót, az Alfa Romeo P3-ast. Ennek segítségével a három Európa-bajnoki futamon két első és egy második helyet szerzett, négy ponttal nyerte a bajnokságot Borzacchini előtt. Az évben még négy másik versenyt is nyert, többek között a nagy hírű Monaco Grand Prix-t és egy második Targa Floriót.

## Hatása a magyar népnyelvre
Nevének elferdítésével egy szólás keletkezett: „megy, mint a Nuvolás”.

## Fordítás
- Ez a szócikk részben vagy egészben  a   Tazio_Nuvolari című angol Wikipédia-szócikk fordításán alapul.  Az eredeti cikk szerkesztőit annak laptörténete sorolja fel. Ez a jelzés csupán a megfogalmazás eredetét és a szerzői jogokat jelzi, nem szolgál a cikkben szereplő információk forrásmegjelöléseként.